# (36258) 1999 XG73
1999 XG73 (asteroide 36258) é um asteroide da cintura principal. Possui uma excentricidade de 0.16164200 e uma inclinação de 2.02357º.
Este asteroide foi descoberto no dia 7 de dezembro de 1999 por LINEAR em Socorro.